# Angera
Angera (ou Anghiera) est une commune italienne de la province de Varèse dans la région Lombardie en Italie.

## Toponyme
Pourrait dériver de in glarea (sur le gravier), signifiant la proximité de la rive du lac. Selon d'autres il provient du latin Angularia, de angulus, dans le sens élargi de : angle de sol érodé par les courants de la rivière.

## Histoire
Ce comté est très ancien. Il a été renouvelé en 1397 par l'empereur Venceslas en faveur de Jean Galéas Visconti, duc de Milan, qui en investit son fils aîné.
De nos jours, la ville est jumelée avec la ville française de Viviers (Ardèche).

## Monuments
- Rocca Borromea

## Administration
| Période                                  | Période    | Identité       | Étiquette | Qualité  |
| ---------------------------------------- | ---------- | -------------- | --------- | -------- |
| 2002                                     | 2006 2006- | Ponti Vittorio | aucun     | retraité |
| Les données manquantes sont à compléter. |            |                |           |          |

### Hameaux
Barzola, Bruschera, Capronno, La Rocca, San Quirico, Isolino Partegora, Fornetto, Cascinetta